# パトリック・ヘンリー (原子力潜水艦)
|          |                                                                   |
| 艦歴     |                                                                   |
| 発注     | 1957年12月31日                                                    |
| 起工     | 1958年5月27日                                                     |
| 進水     | 1959年9月22日                                                     |
| 就役     | 1960年4月11日                                                     |
| 退役     | 1984年5月25日                                                     |
| その後   | 原子力艦再利用プログラム                                          |
| 除籍     | 1985年12月16日                                                    |
| 性能諸元 |                                                                   |
| 排水量   | 水上：5,959トン 水中：6,709トン                                   |
| 全長     | 381.6フィート (116.3 m)                                           |
| 全幅     | 33フィート (10 m)                                                 |
| 吃水     | 29フィート (8.8 m)                                                |
| 機関     | 原子力ギアード・タービン                                          |
| 原子炉   | WEC S5W原子炉 1基                                                 |
| 最大速   | 水上：16ノット (30 km/h; 18 mph) 水中：22ノット (41 km/h; 25 mph) |
| 兵員     | 各班士官12名、兵員100名                                           |
| 兵装     | ポラリスミサイル16発 21インチ魚雷発射管6門                        |

パトリック・ヘンリー(USS Patrick Henry, SSBN/SSN-599)は、アメリカ海軍の原子力潜水艦。ジョージ・ワシントン級原子力潜水艦の2番艦。艦名はパトリック・ヘンリーに因む。

## 艦歴
パトリック・ヘンリーの建造は1957年12月31日にコネチカット州グロトンのジェネラル・ダイナミクス、エレクトリック・ボート社に発注され、1958年5月26日に起工した。1959年9月22日にレズリー・E・アレンズ夫人によって命名、進水し、1960年4月9日にブルー班のハロルド・E・シェアー艦長およびゴールド班のL・J・ロング艦長の指揮下就役する。
就役後はブルー班乗組員によって整調が行われ、1960年9月16日にゴールド班と交代した。アメリカ海軍2番目の弾道ミサイル潜水艦(Fleet Ballistic Missile submarine, FBM)は1960年12月にブルー班が乗り組み最初の戦略抑止哨戒に出航する。1961年3月8日にスコットランドのホーリー・ロッホに到着し、66日間と22時間の潜行という記録を樹立した。パトリック・ヘンリーはホーリー・ロッホを拠点とした初の弾道ミサイル潜水艦であり、潜水母艦プロテウス (USS Proteus, AS-19) による補給と定期補修を受けた初の艦であった。
パトリック・ヘンリーはホーリー・ロッホを拠点として17回の哨戒を行い、1964年12月にエレクトリック・ボート社のドックに入る。広範囲オーバーホールは18ヶ月にわたって行われ、核燃料の補給、ポラリス A-3 ミサイル運用のための改修が施された。オーバーホール後1966年半ばにプエルトリコおよびフロリダ州ケープカナベラルで整調が行われ、パトリック・ヘンリーはポラリスミサイルを装備し第14潜水戦隊に所属、12月にサウスカロライナ州チャールストンから18回目の哨戒に出航した。1968年3月1日、パトリック・ヘンリーはホーリー・ロッホで22回目の哨戒を完了した。1970年代の初めに真珠湾に母港が変更される。1976年にメア・アイランド海軍工廠でオーバーホール、燃料補給が始まり、作業完了の1978年には示威整調活動を行う。パナマ運河通過後ブルー班乗組員は1978年7月にケープカナベラルでポラリスミサイルの発射に成功した。数週間後にはゴールド班乗組員も発射に成功する。ゴールド班の乗り組んだパトリック・ヘンリーはパナマ運河を通過し真珠湾に到着した。その後1980年代まで太平洋艦隊で活動する。
1982年にパトリック・ヘンリーおよび姉妹艦の弾道ミサイル発射管は無効化され、SSN（攻撃型ミサイル原潜）に艦種変更された。パトリック・ヘンリーは1984年5月25日に退役、12月16日に除籍され、ピュージェット・サウンド海軍工廠で原子力艦再利用プログラムに従って解体が行われ、作業は1997年8月21日に完了した。